# National Rugby League 1940
La New South Wales Rugby Football League de 1940 fue la 33.ª edición del torneo de rugby league más importante de Australia.

## Formato
Los clubes se enfrentaron en una fase regular de todos contra todos, los cuatro equipos mejor ubicados al terminar esta fase clasificaron a la postemporada.
Se otorgaron 2 puntos por el triunfo, 1 por el empate y ninguno por la derrota.

## Desarrollo

### Tabla de posiciones
| Pos. | Equipo                        | Encuentros | Encuentros | Encuentros | Encuentros | Tantos | Tantos | Tantos | Puntos |
| Pos. | Equipo                        | PJ         | PG         | PE         | PP         | F      | C      | Dif    | Puntos |
| ---- | ----------------------------- | ---------- | ---------- | ---------- | ---------- | ------ | ------ | ------ | ------ |
| 1    | Eastern Suburbs               | 14         | 9          | 1          | 4          | 250    | 136    | +114   | 19     |
| 2    | Newtown Jets                  | 14         | 9          | 0          | 5          | 261    | 200    | +61    | 18     |
| 3    | St. George Dragons            | 14         | 7          | 2          | 5          | 263    | 203    | +60    | 16     |
| 4    | Canterbury-Bankstown Bulldogs | 14         | 8          | 0          | 6          | 204    | 195    | +9     | 16     |
| 5    | Balmain Tigers                | 14         | 7          | 1          | 6          | 199    | 162    | +37    | 15     |
| 6    | South Sydney Rabbitohs        | 14         | 7          | 0          | 7          | 165    | 259    | -94    | 14     |
| 7    | North Sydney Bears            | 14         | 4          | 0          | 10         | 156    | 243    | -87    | 8      |
| 8    | Western Suburbs Magpies       | 14         | 3          | 0          | 11         | 159    | 259    | -100   | 6      |

|  | Postemporada. |

### Postemporada

#### Semifinales
| 17 de agosto | Eastern Suburbs | 10 - 3 | St. George Dragons |  |  |

| 24 de agosto | Newtown Jets | 11 - 19 | Canterbury-Bankstown Bulldogs |  |  |

#### Final
| 31 de agosto | Eastern Suburbs | 24 - 14 | Canterbury-Bankstown Bulldogs | Sydney Cricket Ground, Sídney   |  |
|              |                 |         |                               | Asistencia: 24.167 espectadores |  |

| Bandera de Australia    |
| Campeón Eastern Suburbs |
| 0ctavo título           |